# Haczów (gemeente)
De gemeente Haczów is een landgemeente in het Poolse woiwodschap Subkarpaten, in powiat Brzozowski.
De zetel van de gemeente is in Haczów.
Op 30 juni 2004 telde de gemeente 9123 inwoners.

## Oppervlaktegegevens
In 2002 bedroeg de totale oppervlakte van gemeente Haczów 71,3 km², waarvan:
- agrarisch gebied: 76%
- bossen: 15%

De gemeente beslaat 13,19% van de totale oppervlakte van de powiat.

## Demografie
Stand op 30 juni 2004:
| Omschrijving                   | Totaal | Totaal | Vrouwen | Vrouwen | Mannen | Mannen |
| ------------------------------ | ------ | ------ | ------- | ------- | ------ | ------ |
| eenheid                        | aantal | %      | aantal  | %       | aantal | %      |
| inwoners                       | 9123   | 100    | 4616    | 50,6    | 4507   | 49,4   |
| bevolkingsdichtheid (inw./km²) | 128    | 128    | 64,7    | 64,7    | 63,2   | 63,2   |

In 2002 bedroeg het gemiddelde inkomen per inwoner 1620,94 zł.

## Plaatsen
Buków, Haczów, Jabłonica Polska, Jasionów, Malinówka, Trześniów, Wzdów

## Aangrenzende gemeenten
Besko, Brzozów, Jasienica Rosielna, Korczyna, Krościenko Wyżne, Miejsce Piastowe, Rymanów, Zarszyn